# Riatia sodalis
Riatia sodalis är en kackerlacksart som beskrevs av Rocha e Silva och Aguiar 1976. Riatia sodalis ingår i släktet Riatia och familjen småkackerlackor. Inga underarter finns listade i Catalogue of Life.